# Parlament Spojeného království
Parlament Spojeného království Velké Británie a Severního Irska je nejvyšší orgán zákonodárné moci Spojeného království a Britských zámořských teritorií. Jde o jediný parlamentní svrchovaný orgán, skládá se z Dolní sněmovny a Sněmovny lordů. Čelným představitelem parlamentu je britský panovník – v současnosti král Karel III. Britský.

## Historie
Od středověku až do rané moderní doby existovala tři samostatná království Anglie, Skotsko a Irsko se samostatnými parlamenty. Zákon o sjednocení z roku 1707 spojil Anglii a Skotsko a vznikl také spojený parlament Velké Británie a další zákon o sjednocení z roku 1800 spojil tento parlament s irským a vznikl tak Parlament Spojeného království Velké Británie a Irska.

### Anglický parlament

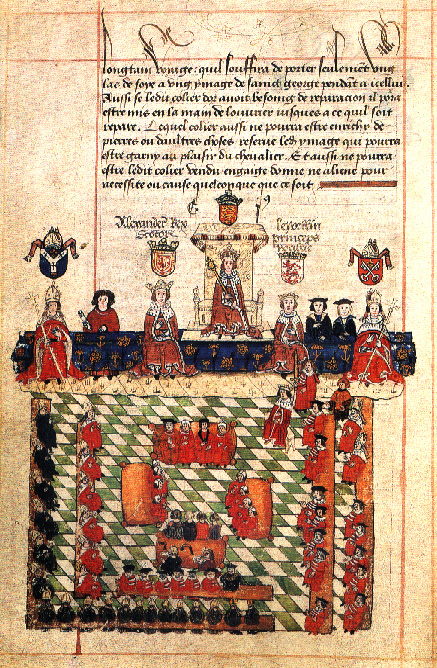
Anglický parlament v čele s králem, cca roku 1300

Kořeny Anglického parlamentu lze hledat mimo jiné v anglosaském Witenagemotu. Roku 1066 Vilém I. Dobyvatel začal v Anglii uplatňovat kontinentální systém, kdy využíval doporučení rady složené z vrchních velitelů a církevních hodnostářů. Roku 1215 přiměli šlechtici krále Jana podepsat Magnu chartu, která zavedla pro krále omezení vybírat daň bez souhlasu jeho královské rady. Tato skutečnost položila základ vzniku parlamentu.
Roku 1265 svolal Simon de Montfort první volený parlament. Volební právo v těchto volbách bylo jednotné ve všech hrabstvích a měli ho všichni majitelé svobodných statků nebo půdy s ročním příjmem nad 40 šilinků. Takto svolaný sbor byl nazýván Model Parlament a jeho systém byl přijat králem Eduardem I. V době vlády Eduarda II. byl parlament rozdělen do dvou komor – v jedné byli zástupci vyšší šlechty a církve a ve druhé rytíři a zástupci měšťanstva a žádný zákon ani nová daň nemohla být přijata bez souhlasu obou komor a panovníka. Zákony z let 1532 až 1542 realizovaly anexi Walesu a začlenily jejich poslance do Anglického parlamentu.
Roku 1689 parlament přinutil královnu Marii II., které dopomohl na trůn po útěku jejího otce, podepsat zákon o deklaraci práv, která poprvé definovala svrchovanost parlamentu (Bill of Rights – zákon přijatý parlamentem roku 1689 definující některá základní práva občanů například právo na předání petice panovníkovi, právo nosit zbraň pro svou obranu a definice některých případů, kdy musí panovník požádat o souhlas parlament).

### Skotský parlament

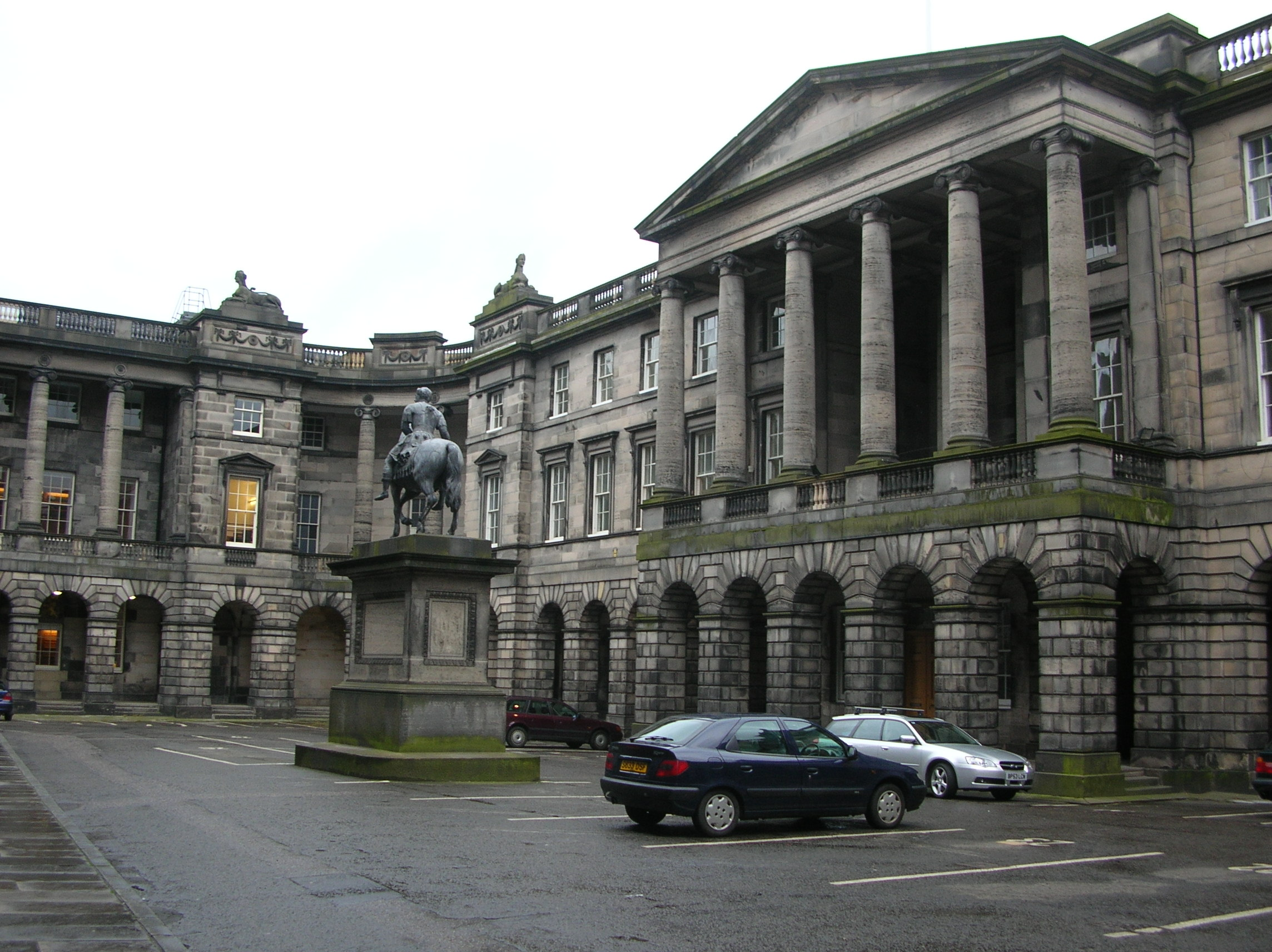
Budova bývalého Skotského parlamentu

Informace o zákonodárném sboru, který vznikl roku 1999 viz Skotský parlament
Ve středověku se z původní královské rady biskupů a hrabat vyvinul roku 1235 první jednokomorový Skotský parlament (Estates of Parliament), který jednal v Kirklistonu (první jednání parlamentu, z něhož jsou dochovány písemné dokumenty) a který měl zákonnou a politickou moc. Od roku 1326 se parlament skládal z církevních hodnostářů, vrchních velitelů a zástupců měšťanstva a měl pravomoci stanovovat daně a silný vliv v soudnictví, zahraniční politice a zákonodárství. Parlament jmenoval členy komise (Lords of the Articles), která zpracovávala návrhy zákonů, které pak prezentovala v parlamentu.
Po skotské reformaci byli roku 1567 z parlamentu vyloučeni katoličtí hodnostáři. A poté co byli roku 1638 z parlamentu vyloučeni i protestantští biskupové stal se z parlamentu orgán skládající se pouze ze zástupců světského stavu. V době vlády Jakuba VI. byli členové komise navrhující zákony pod jeho velkým vlivem a po jeho nástupu na anglický trůn je využíval k řízení politiky ve Skotsku z Londýna. V období protektorátu Olivera Cromwella došlo roku 1657 k dočasnému sloučení anglického a skotského parlamentu.

### Parlament Irska
Tento odstavec popisuje historickou instituci, jejíž činnost skončila roku 1800

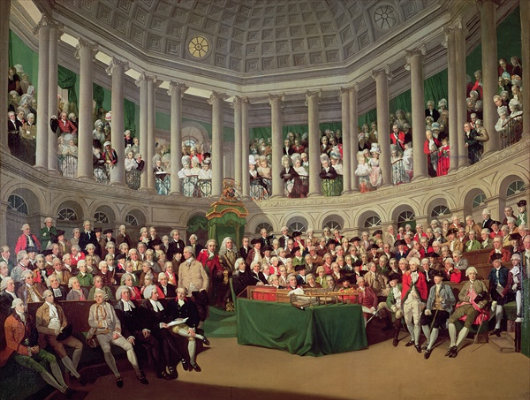
Dolní komora Parlamentu Irska (1780)

Tento parlament vznikl, aby reprezentoval zájmy anglické komunity v lordství Irska (Lordship of Ireland), zatímco původním keltským obyvatelům nebylo dovoleno ani volit ani zastávat úřad. Jeho první jednání proběhlo roku 1264. Vliv Anglie se v té době omezoval na oblast v okolí Dublinu.
Roku 1541 Jindřich VIII. deklaroval Irské království a posílil zde svůj vliv. Keltští Irové se mohli účastnit na jednání parlamentu. Rozpory začaly po anglické reformaci, kdy většina obyvatel byla katolického vyznání ale rozložení volebních obvodů zajistilo protestantskou většinu v parlamentu. Po vzpouře Irů z roku 1641 byli katolíci vyloučeni z parlamentu.
V době vlády Jakuba II. katolíci získali půdu a v době jakobínských válek souhlasil s požadavky parlamentu Irska na autonomii a restituci půdy. Po vítězství Viléma III. byly tyto výhody zrušeny. Zákon Poynings' Law z roku 1494 podřídil Parlament Irska Parlamentu Anglickému parlamentu. Několik zákonů z roku 1782 (Constitution of 1782) tyto restrikce zrušily a o několik let později mohli katolíci volit, ačkoli stále nemohli být členy parlamentu

### Parlament Velké Británie
Po smlouvě o sjednocení z roku 1707, byly v Anglickém i Skotském parlamentu přijaty zákony o sjednocení, které daly vzniknout Království Velké Británie. Tyto zákony zrušily oba parlamenty a nahradily je Parlamentem království Velké Británie, založeném na původním Anglickém parlamentu. Všechny tradice a procedury Anglického parlamentu byly převzaty do nově ustanovené instituce. Nebylo považováno za nutné vyhlašovat nové všeobecné volby.
Po nástupu Jiřího I. na trůn v roce 1714 docházelo k přesunu moci z rukou panovníka na parlament a výkonná moc začala být realizována ministry, kteří se zodpovídali parlamentu. Na konci 18. století měl panovník velký vliv na horní komoru parlamentu, ale jeho moc byla nepřímá. Volební právo bylo omezeno na vlastníky pozemků a svobodných panství a volební obvody byly rozděleny v neprospěch rozvíjejících se průmyslových center.

### Parlament Spojeného království

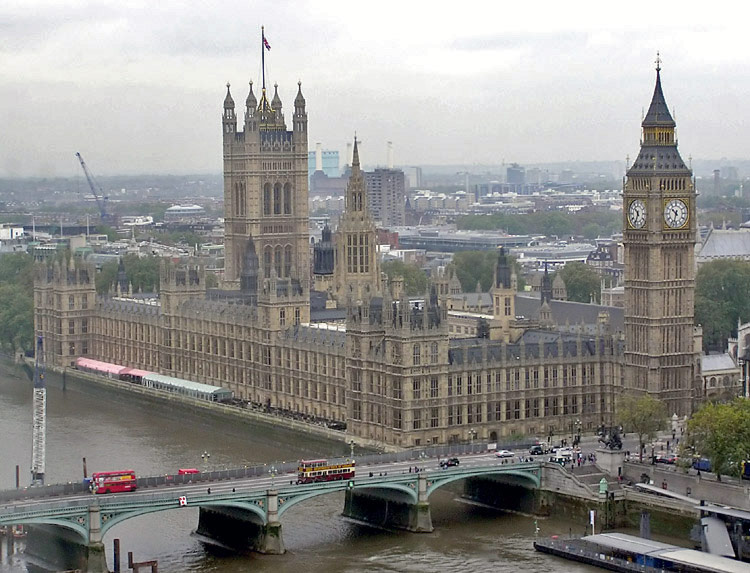
Sídlo Parlamentu Spojeného království - Westminsterský palác

Tento parlament vznikl po spojení Království Velké Británie a Irského království roku 1801.
Princip zodpovědnosti ministrů vlády dolní komoře parlamentu se začal rozvíjet v 19. století. Svrchovanost Dolní sněmovny byla ustanovena na počátku 20. století. Roku 1909 navrhla dolní komora zákon, který měnil daňový systém v neprospěch bohatých vlastníků půdy. Tento návrh zákona byl horní komorou (jejíž mnozí členové byli touto změnou poškozeni) odmítnut. S ohledem na popularitu tohoto zákona a neoblíbenost Sněmovny lordů vyhrála Liberální strana dvoje volby. Na základě tohoto mandátu navrhl předseda této strany zákon omezující moc horní komory. Pod pohrůžkou jmenování mnoha peerů do horní komory a tím překonání většiny Konzervativní strany v horní komoře tato navrhovaný zákon přijala.
Skotský parlament byl zřízen jako jednokomorový legislativní orgán s předanou částí pravomocí zákonem z roku 1998 a jeho první jednání proběhlo 12. května 1999.

## Složení a pravomoci
Parlament Spojeného království je dvoukomorový. Skládá se ze Sněmovny lordů a Dolní sněmovny. Zákonnou moc mají tři elementy – panovník, Sněmovna lordů a Dolní sněmovna. Jsou od sebe vzájemně oddělené a žádný jednotlivec nemůže být účasten ve více částech. Členové horní komory nemohou volit poslance dolní komory a podle zvykového práva nevolí ani panovník.
Pravomoci panovníka jsou stále formálně rozsáhlé. Jeho souhlas je například vyžadován u každého zákona, jmenuje předsedu vlády a rozpouští parlament. Ve skutečnosti je nesouhlas s přijatým zákonem neuskutečňován, pověřením sestavit vládu bývá jmenován předseda strany, která má v dolní komoře většinu nebo je schopen sestavit většinovou koalici a termín rozpuštění parlamentu bývá určen podle návrhu současného premiéra.
Členové sněmovny lordů jsou jmenování. V současnosti (květen 2008) má tato komora 745 členů. Jednou skupinou jsou zástupci Anglikánské církve. Jedná se o 26 nejstarších církevních hodnostářů a jmenovitě v této skupině jsou zastoupeni vyjmenováni biskupové – Arcibiskup canterburský, Arcibiskup yorský, Biskup londýnský, durhamský a winchesterský. Světští členové horní komory jsou označováni jako peerové. Po reformě z roku 1999 je část členů doživotních (bez možnosti předání křesla dědicům) a pouze 92 – Lord maršál, Lord kancléř a dalších 90 zvolených ostatními členy horní komory, s členstvím s možností postoupení dědicům.
Od platnosti zákonů z roku 1911 a 1949 jsou pravomoci Sněmovny lordů mnohem menší než Dolní sněmovny. O všech zákonech, s výjimkou daňových zákonů a zákona o státním rozpočtu, se v této sněmovně diskutuje s možností navrhovat změny nebo odmítnout jejich přijetí. Přesto zamítnutí schválení zákona může zpozdit jeho přijetí maximálně o dobu trvání dvou zasedání parlamentu. Po této době může projít zákon bez souhlasu horní komory. Horní komora má také právo vznášet dotazy na členy vlády a zřizovat několik komisí.
Členové Dolní sněmovny jsou voleni v jednomandátových volebních obvodech (každý zahrnuje oblast s přibližně stejným počtem voličů). V současnosti má tato komora 646 poslanců. Všeobecné volby se konají minimálně jednou za 5 let (výjimku lze stanovit v mimořádných případech schválením zákona oběma komorami parlamentu). Volby také může jednostranně vyhlásit ministerský předseda nebo samotná Dolní sněmovna, pokud vyhlásí vládě nedůvěru.
Všechny zákony aby se staly právoplatnými musí projít touto komorou parlamentu a jako jediný orgán schvaluje daňové zákony a státní rozpočet. Členové vlády (včetně jejího předsedy) musí pravidelně odpovídat na otázky poslanců dolní komory. Dále v rámci Dolní sněmovny pracuje množství výborů, které projednávají návrhy zákonů.

## Zákonodárná funkce
Legislativa je realizována jako zákony Spojeného království. Ty mohou mít platnost na celém území Spojeného království včetně Skotska, ale vzhledem k oddělené platnosti skotského práva mnoho z nich neplatí ve Skotsku. Zákony pro decentralizované oblasti, které platí pouze pro Skotsko, jsou od roku 1999 vydávány Skotským parlamentem. Na základě referenda z roku 1997 bylo vytvořeno i Velšské národní shromáždění, které má od roku 2006 právo přijímat ve vymezených oblastech opatření platná pro Wales.
Každý zákon prochází několika úrovněmi jednání v obou sněmovnách. První úroveň se nazývá prvním čtením a jedná se o formální proceduru. Ve druhém čtení se projednávají hlavní záměry zákona a sněmovna může odmítnout jeho přijetí. Poté je zákon předán do výborů. Poté, co sněmovna vezme zákon na vědomí následuje třetí čtení. V dolní sněmovně při třetím čtení není povoleno, na rozdíl od Sněmovny lordů, provádět změny a doplnění. Možnost zabránit přijetí zákona horní komorou je ale od roku 1911 omezena. Poté, co je přijat v jedné komoře parlamentu přechází do druhé komory a pokud projde bez dodatků může být předán ke schválení panovníkem (Royal Assent).